# Bezpieczna woda

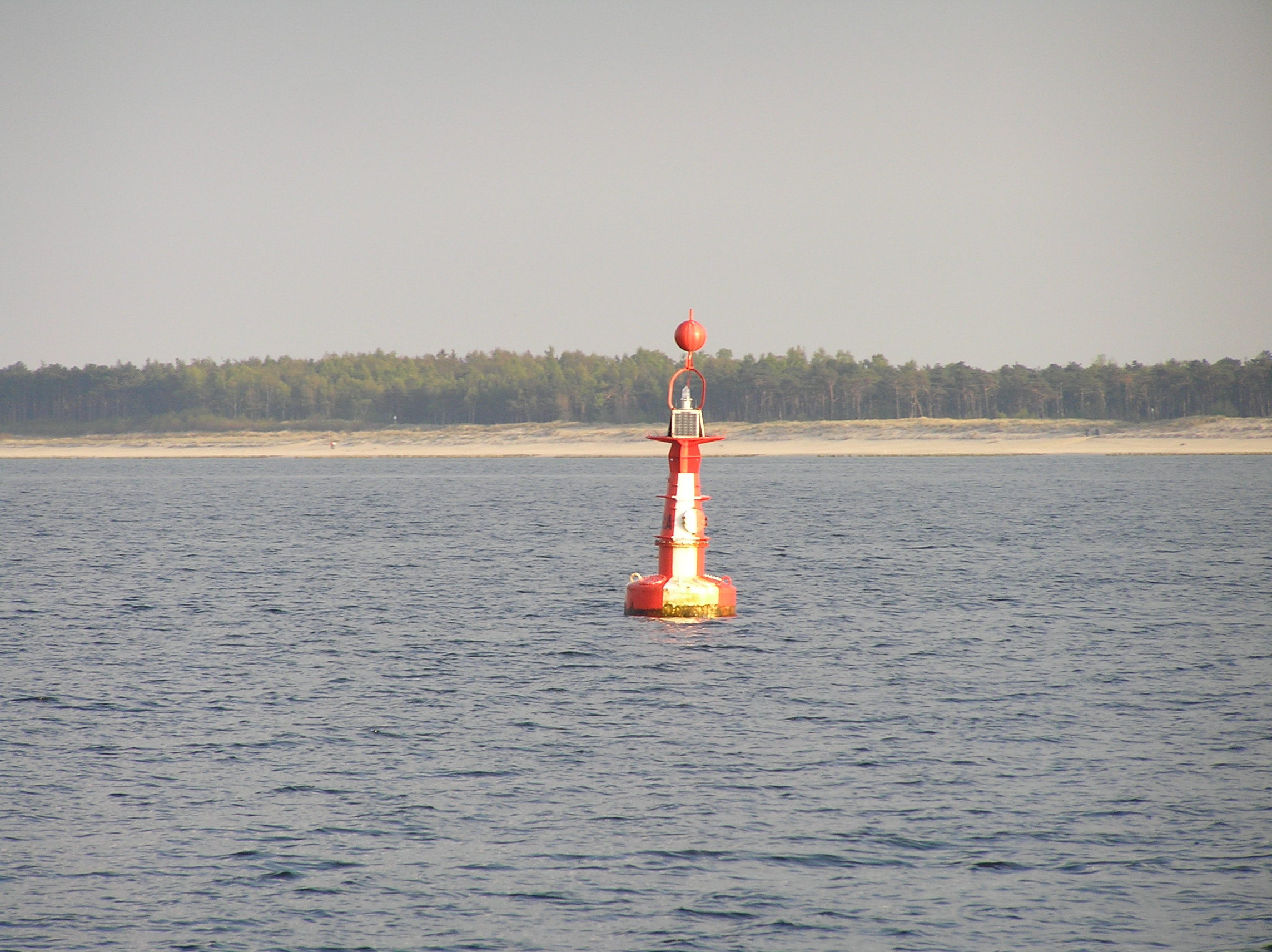
Pława bezpiecznej wody „WŁA” na podejściu do portu Władysławowo

Bezpieczna woda – w systemie IALA znak ten stosuje się do wskazania, że woda wokoło jest żeglowna, w tym również do oznaczenia linii środka toru wodnego.

Znak jest w czerwono-białe pionowe pasy, znak szczytowy (jeśli jest użyty) to pojedyncza czerwona kula.
Światło białe o rytmie izofazowym, przerywanym, długi błysk co 10 sek. lub błyski pokazujące literę „A” z alfabetu Morse’a.